# Tréveros

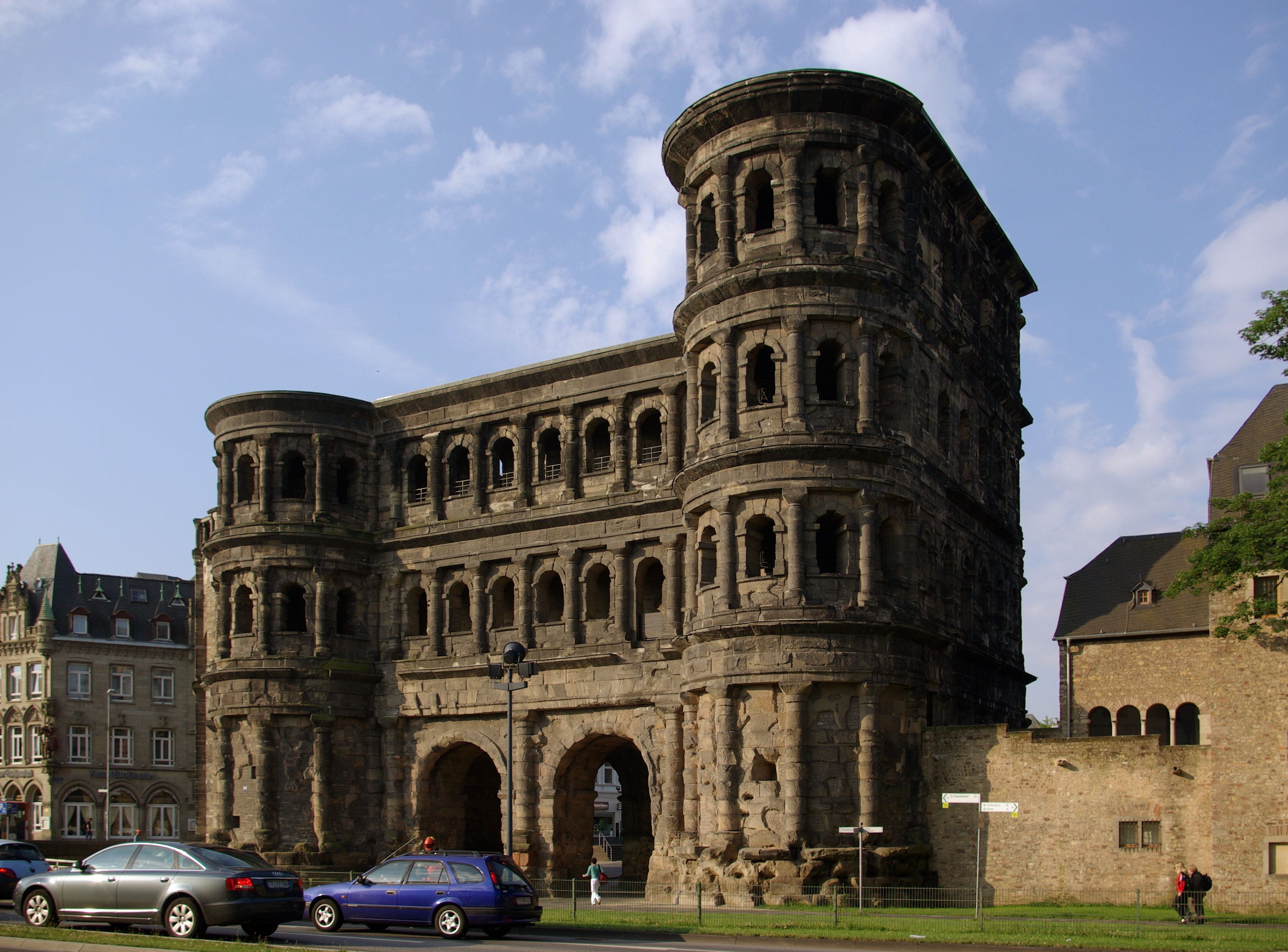
Porta Nigra, uma das distintas portas monumentais de Tréveris

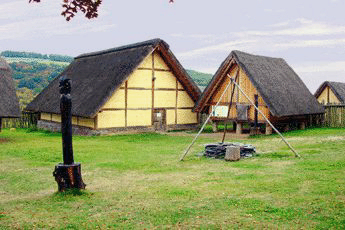
Reconstrução moderna de cabanas tréveras em Altburgo

Tréveros (em latim: Treveri/Treviri) foi uma tribo de gauleses que habitou o vale inferior do Mosela desde aproximadamente o ano 150 a.C. e mais tardiamente, até sua eventual absorção pelos francos.